# En hustru till låns
En hustru till låns är en svensk lustspelsfilm från 1920 regisserad av Lau Lauritzen.

## Om filmen
Filmen premiärvisades 15 november 1920 på biograf  Palladium i Göteborg och Malmö. Den spelades in vid Palladiumfilms ateljéer i Hellerup Danmark och på lustjakten Sunshine i Öresund.

## Rollista (i urval)
- Ernst Eklund – Halfdan Ring, advokat
- Pip Overbeck – Märta, hans hustru
- Carl Schenstrøm – Nicolaus Persson, kontorschef
- Karen Winther – Inga, hans hustru
- Maja Cassel – Fru Karina Savigny, född Linné
- Aage Bendixen